# Vlajka Přímořského kraje

Vlajka Přímořského kraje
Poměr stran: 2:3

Vlajka Přímořského kraje, jednoho z krajů Ruské federace, je tvořená listem o poměru stran 2:3. Sestává z bílého, šikmého pruhu (břevna, podél diagonály), které vlajku rozděluje na levý, horní, červený a pravý, dolní, světle modrý roh. V horním rohu u žerdi je zlatý, černě pruhovaný tygr ussurijský, kráčející heraldicky doprava (k žerdi).
Zákon v příloze zobrazuje odstíny červené a modré barvy na vlajce, odpovídající ruské vlajce, popsány v zákoně a užívají se však vlajky se světlejšími odstíny. Existuje také druhý způsob pozice břevna, ve kterém břevno začíná a končí na kratších stranách vlajky.
Barvy vlajky připomínají slavnou historii regionu a jeho přímořskou polohu. Tygr pochází ze znaku kraje.

## Historie
Přímořský kraj vznikl 20. října 1938. V sovětské éře kraj neužíval žádnou vlajku. 22. února 1995 přijala duma Přímořského kraje usnesení č. 25 „O schválení Nařízení o vlajce Přímořského kraje”. 29. května 1995 toto usnesení potvrdil, usnesením č. 284 „O schválení vyobrazení Přímořského kraje”, gubernátor Jevgenij Ivanovič Nazdratěnko. Autorem vlajky je Viktor Alexandrovič Obertas.
25. prosince 2002 byl zákonodárným shromážděním kraje přijat nový zákon č. 32-KZ, který 21. ledna 2003 podepsal gubernátor Sergej Michajlovič Darkin.

## Vlajky okruhů a rajónů Přímořského kraje

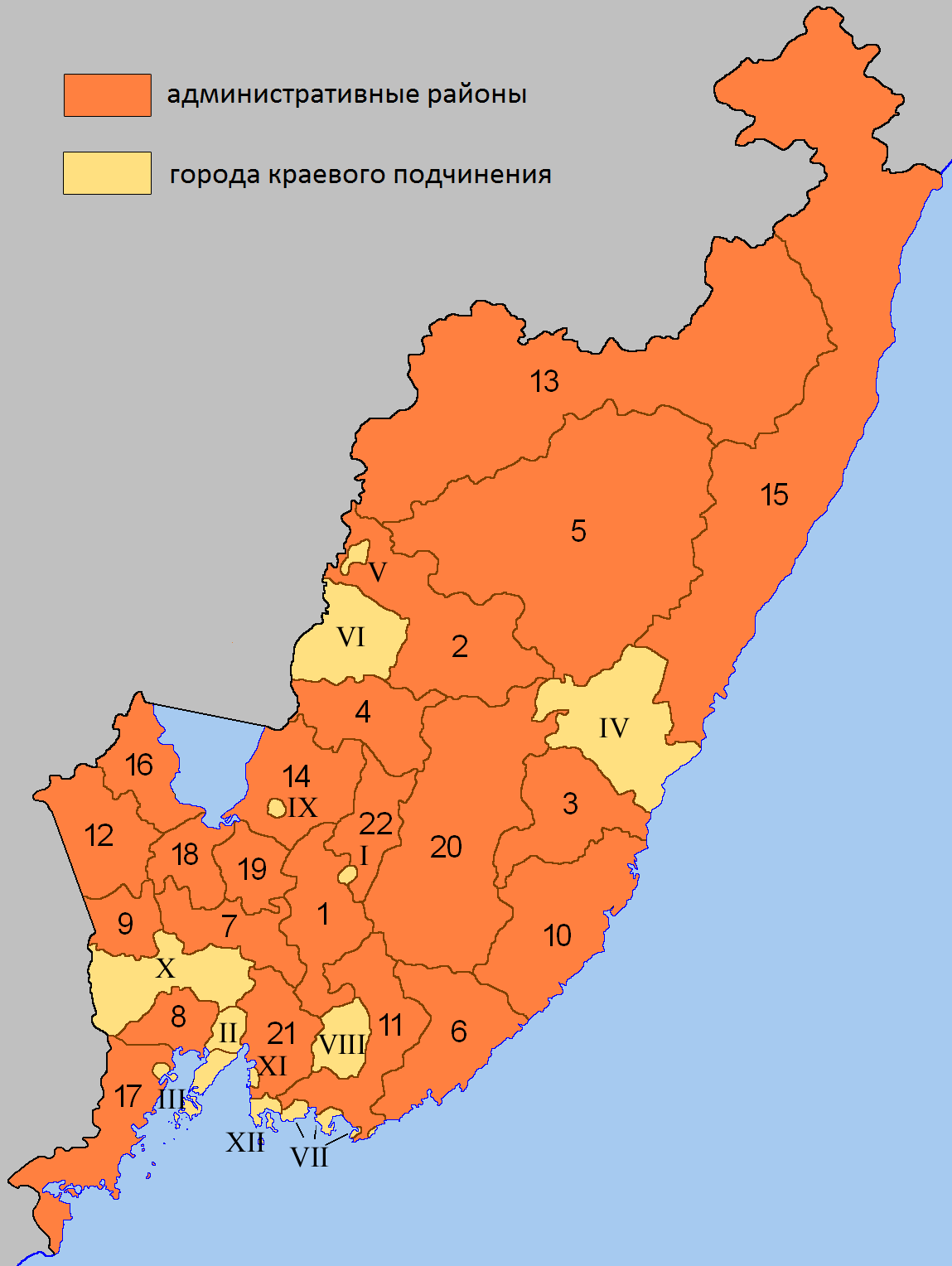
Členění Přímořského kraje

Přímořský kraj se člení na 12 městských okruhů, 8 obecních okruhů a 14 rajónů. Seznam není úplný.
Městské okruhy

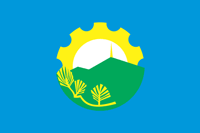
Arseňjev (I)
Arťom (II)
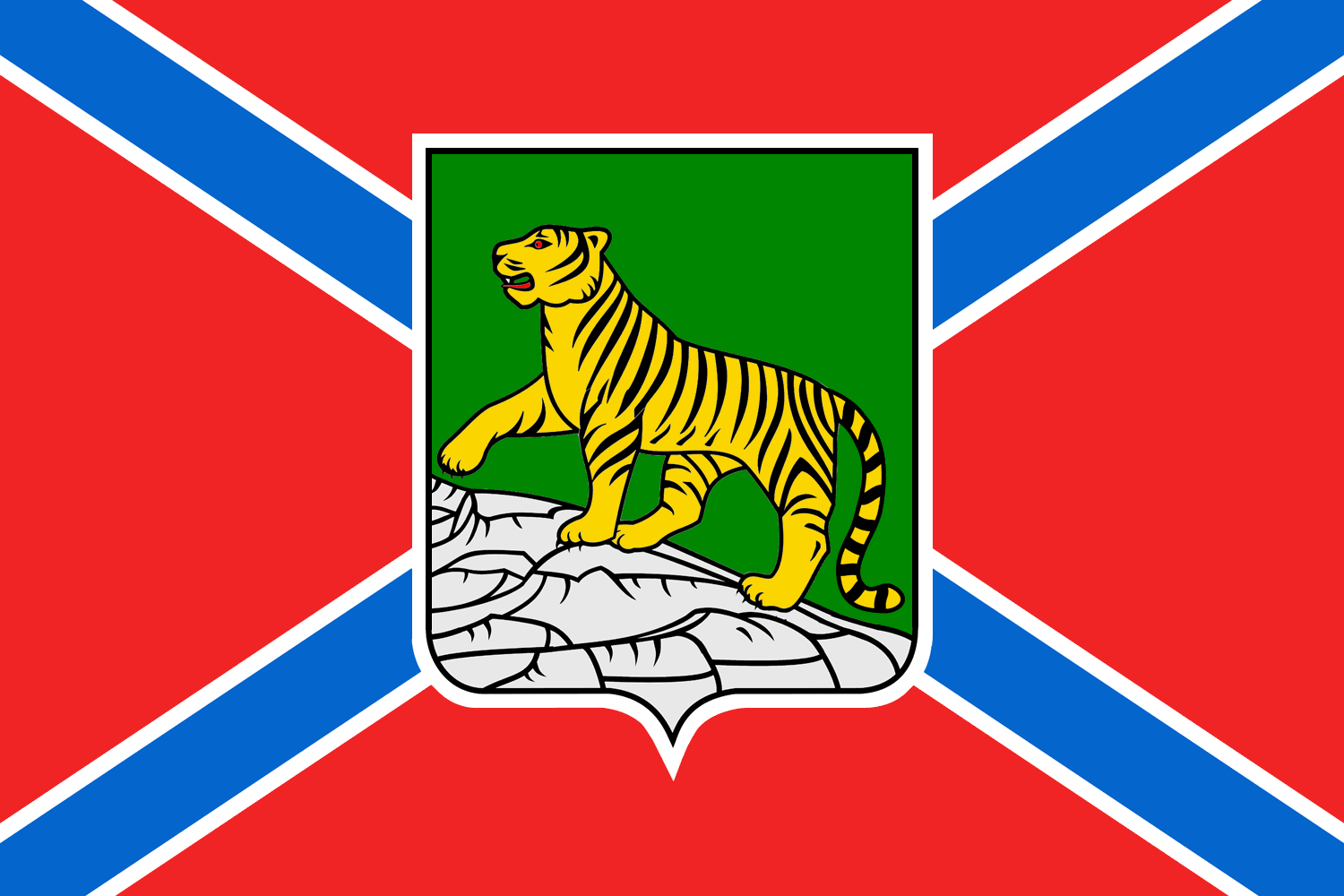
Vladivostok (III)
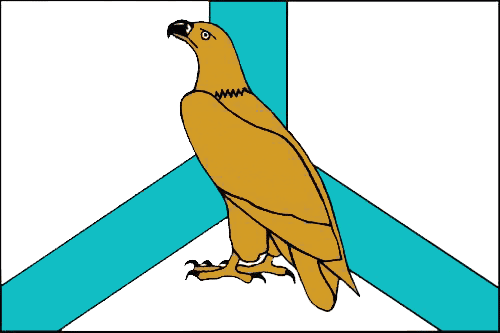
Dalněrečensk (V)
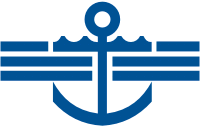
Nachodka (VII)
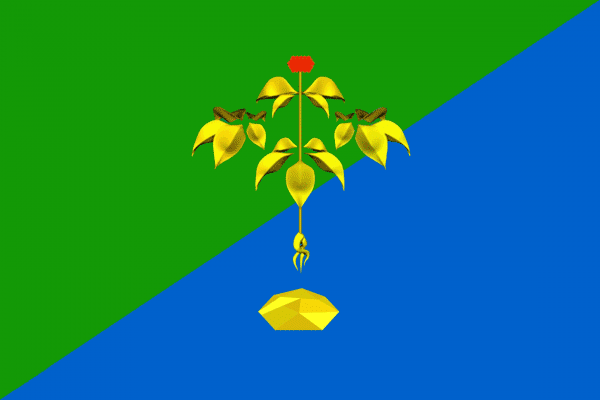
Partizansk (VIII)
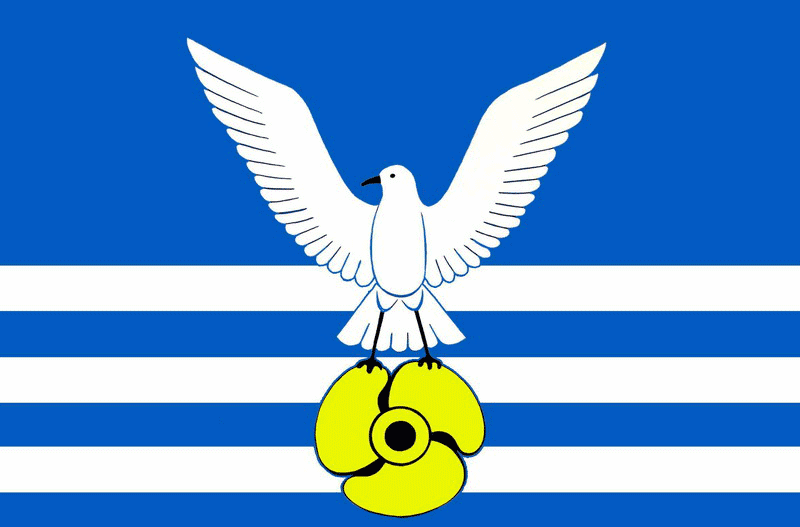
Bolšoj Kameň (XI)

Obecní okruhy

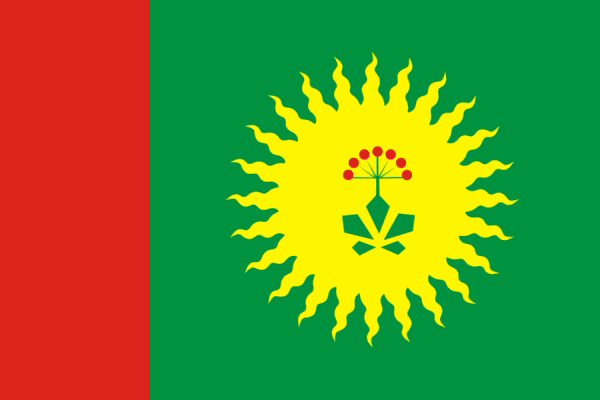
Anučinský rajón (1) Poměr stran: 2:3
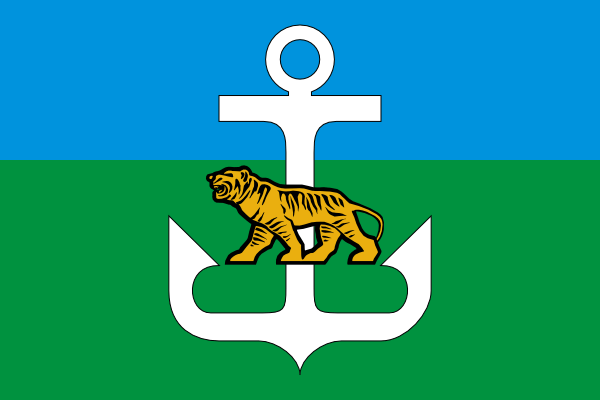
Lazovský rajón (6) Poměr stran: 2:3
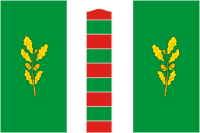
Pograničný rajón (12) Poměr stran: 2:3
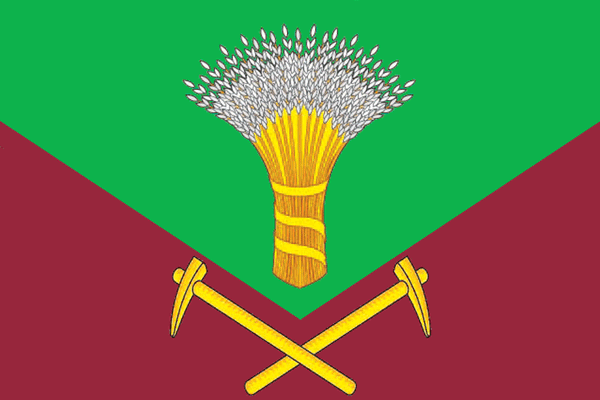
Chorolský rajón (18) Poměr stran: 2:3

Rajóny

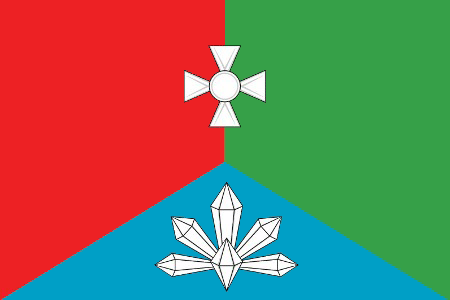
Kavalerovský rajón (3) Poměr stran: 2:3
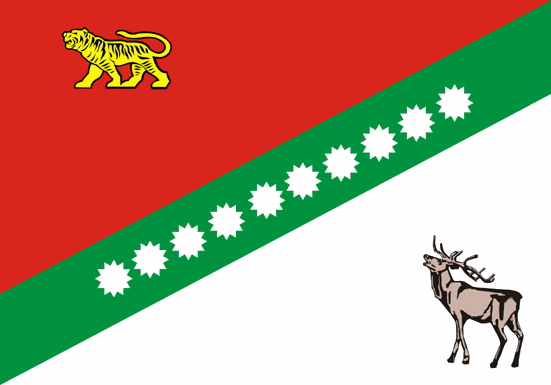
Krasnoarmejský rajón (5) Poměr stran: 2:3
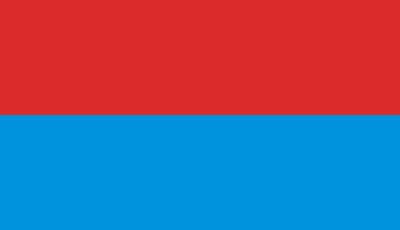
Michajlovský rajón (7) Poměr stran: 2:3
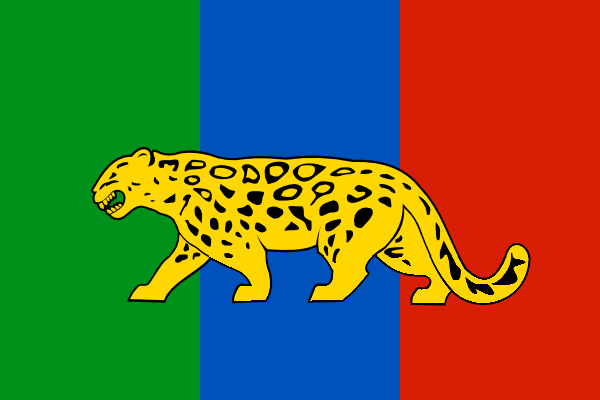
Naděždinský rajón (8) Poměr stran: 2:3
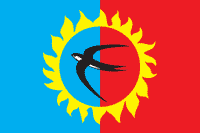
Požarský rajón (13) Poměr stran: 2:3
Spasský rajón (14) Poměr stran: 2:3
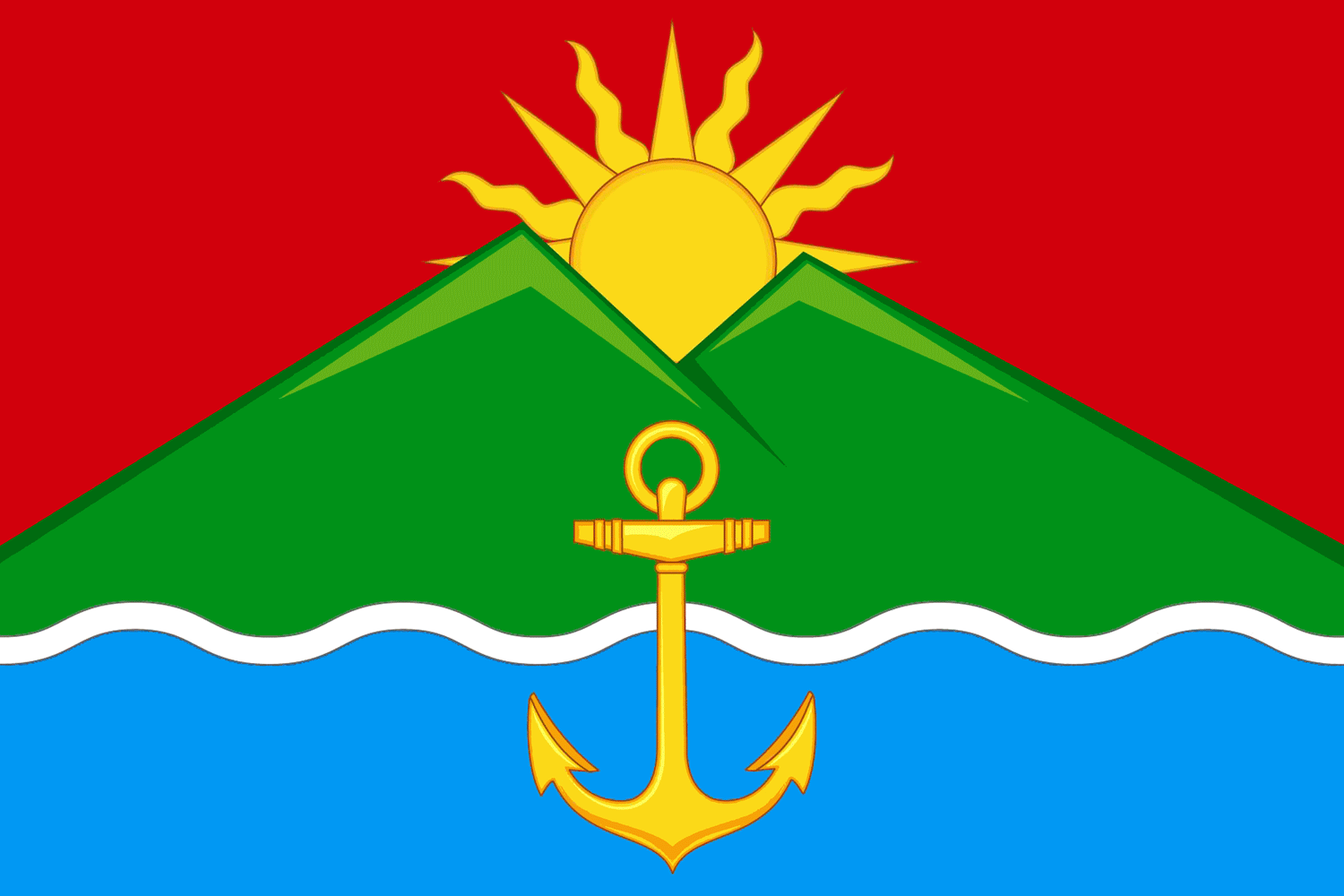
Chasanský rajón (17) Poměr stran: 2:3
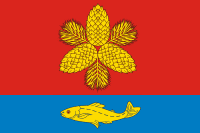
Škotovský rajón (21) Poměr stran: 2:3
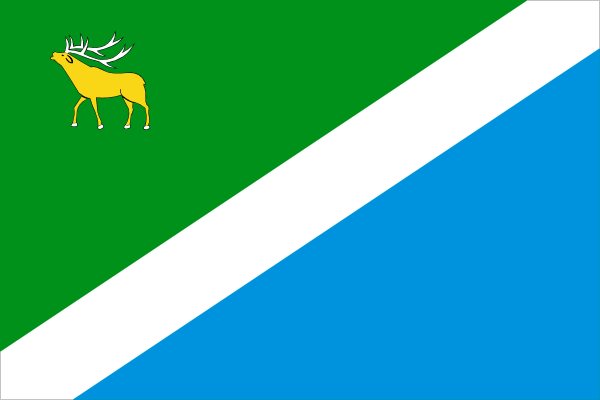
Jakovlevský rajón (22) Poměr stran: 2:3